# منيل شيحة
قرية منيل شيحة هي إحدى القرى التابعة لمركز أبو النمرس في محافظة الجيزة في جمهورية مصر العربية. حسب إحصاءات سنة 2006، بلغ إجمالي السكان في منيل شيحة 30266 نسمة، منهم 15538 رجل و14728 امرأة.